# Ōkina otomodachi
Ōkina otomodachi (大きなお友達) là một cụm từ tiếng Nhật có nghĩa là "người bạn lớn" hay "người bạn trưởng thành". Otaku dùng nó để mô tả mình như là người hâm mộ trưởng thành của một anime, manga hoặc TV show mà ban đầu chỉ nhắm vào đối tượng trẻ em. Lưu ý rằng phụ huynh coi loại chương trình như vậy với con cái của mình không được coi là một ōkina otomodachi. Ōkina otomodachi không phải là kiểu phụ huynh mua đĩa DVD anime cho con cái của mình xem, mà ōkina otomodachi là những người mua anime của trẻ em dành cho họ. Ngoài ra, nếu tác phẩm rõ ràng là dành cho người lớn, một fan hâm mộ của nó thì không phải là ōkina otomodachi. Do đó ōkina otomodachi và otaku là những khái niệm khác nhau.

## Nghĩa rộng
Nhiều người ở Nhật Bản, cả bản thân otaku và không phải otaku, có xu hướng nghĩ rằng điều này được cho phép nhưng không khuyến khích một ai đó trở thành ōkina otomodachi, cho rằng những tác phẩm này chỉ dành cho trẻ em chứ không phải cho họ. Những người trưởng thành yêu thích các tác phẩm của trẻ em như Mary Poppins hay Moomin thường được coi là không phù hợp, nhưng cũng không nhất thiết phải đúng đối với những người yêu thích anime và manga như Mary Bell hoặc The Star of Cottonland, dù yếu tố kỳ ảo của chúng đều được đánh giá cao tương tự.

## Khai thác thương mại
Mặt khác, một số anime dường như (chủ yếu) dành cho trẻ em cũng (một phần) nhắm đến đối tượng ōkina otomodachi. Fan service trong một chương trình được coi là cho trẻ em thường có những dấu hiệu rõ ràng rằng nó cũng nhắm đến otaku. Nhiều anime dành cho trẻ em còn—từ một quan điểm tiếp thị—được tạo ra cho ōkina otomodachi, bởi vì sau này họ là những người kiếm được nhiều tiền hơn và thực sự mua những cái DVD đắt tiền dành cho mình. Chương trình thậm chí còn có những loại hàng hóa chất lượng cao đặc biệt, chẳng hạn như figure, đặc trưng dành riêng cho fan hâm mộ trưởng thành. Do sự sụt giảm số lượng trẻ em ở Nhật Bản, chẳng dễ dàng gì để sản xuất một chương trình hoàn toàn nhắm vào trẻ em và ōkina otomodachi thì nhận được tầm quan trọng hơn là một mục tiêu tiếp thị.